# Пак Хе Су
Пак Хе Су (кор. 박해수, 朴海秀, нар. 21 листопада 1981 року) — південнокорейський актор. Широко відомий завдяки ролі інвестора на ім'я Чо Сан У (гравець № 218) у серіалі Гра в кальмара.

## Кар'єра
Пак Хе Су дебютував у музичному театрі в 2007 році в постановці Містер Лоббі. Він також з'являється в інших музичних виставах, таких як Янгол під назвою бажання та Аннапурна. Окрім цього, він грав головну роль у постановці Макбета та монстра у виставі Франкенштейн  [Архівовано 20 січня 2022 у Wayback Machine.].
У 2012 році вперше з'явився на екрані, в історичному серіалі Бог війни у ролі буддійського монаха Кім Юн Ху. 2014 року зіграв епізодичну роль у пригодницькому фільмі Пірати. У 2015—2016 рр. грав роль генерала Лі Джи Рана в історичному серіалі про заснування династії Чосон Шість літаючих драконів. У 2016—2017 рр. грав роль детектива у серіалі Легенда про синє море. У 2017 році отримав свою першу головну роль у драматичному серіалі Мудре життя у в'язниці, який приніс йому премію The Seoul Awards в номінації «Найкращий новий актор». А в 2019 році отримав премію «Блакитний дракон» як «Найкращий новий актор» за фільм Квантова фізика: підприємство нічного життя. 2020 року зіграв роль найманого вбивці у фільмі Netflix Час полювати.
Восени 2021 року відбулася прем'єра серіалу Netflix Гра в кальмара, де Пак Хе Су зіграв роль Чо Сан У (гравець № 218), друга дитинства головного героя Сон Гі Хуна. Серіал отримав міжнародне визнання та популярність. У листопаді того ж року було оголошено, что Пак Хе Су зіграє роль персонажа на прізвисько Берлін у південнокорейській адаптації іспанського серіалу Паперовий будинок для Netflix.

## Особисте життя
14 січня 2019 року Пак Хе Су одружився зі своєю дівчиною на церемонії, що відбулася в Сеулі. 29 вересня 2021 року агентство актора повідомило, що у них народився син, і що мати та дитина мають гарне здоров'я.

## Фільмографія

### Фільми
| Рік  | Заголовок                                     | Корейська назва | Роль         | Примітки      | Прим.         |
| ---- | --------------------------------------------- | --------------- | ------------ | ------------- | ------------- |
| 2014 | «Пірати»                                      | 바다 로 간 산적 | Хван Чон Кен |               |               |
| 2015 | «Думка меншості»                              | 소수 의견       |              |               |               |
| 2016 | «Майстер»                                     | 마스터          |              |               |               |
| 2019 | «Квантова фізика: підприємство нічного життя» | 양자 물리학     | Лі Чан У     |               |               |
| 2020 | «Час полювати»                                | 사냥 의 시간    | Хан          | Фільм Netflix |               |
| 2022 | «Яча»                                         | 야차            | Джи Хун      | Фільм Netflix | [ 11 ] [ 12 ] |
| 2023 | «Фантом»                                      | 유령            | Кайто        |               | [ 13 ]        |

### Телесеріали
| Рік          | Заголовок                          | Корейська назва                                   | Мережа   | Роль             | Примітки               | Прим.         |
| ------------ | ---------------------------------- | ------------------------------------------------- | -------- | ---------------- | ---------------------- | ------------- |
| 2012         | Бог війни                          | 무신                                              | MBC      | Кім Юн Ху        |                        |               |
| 2013         | Я і мама, і тато, і бабуся, і Анна | 페스티벌 페스티벌 2013 — 나 엄마 아빠 할머니 안나 | MBC      | Батько           | Фестиваль драми 2013   |               |
| 2015–2016    | Шість літаючих драконів            | 육룡 이 나르샤                                    | SBS      | Лі Джи Ран       |                        |               |
| 2016         | Легенда про Синє море              | 바다 의 전설                                      | SBS      | Хон Дон Пьо      |                        |               |
| 2017         | Брехун і його кохана               | 는 거짓말 을 너무 사랑해                          | tvN      | Басист           | Камео (Епізод 1)       |               |
| 2017–2018    | Мудре життя у в'язниці             | 슬기로운 감빵 생활                                | tvN      | Кім Дже Хьок     |                        |               |
| 2018         | Спогади про Альгамбру              | 궁전 의 추억                                      | tvN      | А.               | Камео (Епізод 1,2,4,8) |               |
| 2019         | Персона                            | 페르소나                                          | Netflix  | Бек Чон У        | Сегмент «Колектор»     |               |
| 2021         | Хлопці-ракетки                     | 라켓 소년단                                       | SBS      | Лі Дже Чжун      | Камео (Епізод 6)       | [ 14 ]        |
| 2021         | Гра в кальмара                     | 오징어 게임                                       | Netflix  | Чо Сан У (№ 218) |                        | [ 15 ]        |
| 2021         | Химера                             | 키마이라                                          | tvN, OCN | Ча Чже Хван      |                        | [ 16 ]        |
| В очікуванні | Суринам                            | 수리남                                            | Netflix  | Чой Чан Хо       |                        | [ 17 ] [ 18 ] |
| В очікуванні | Паперовий будинок: Корея           | 종이 의 집                                        | Netflix  | Берлін           |                        | [ 19 ]        |

## Нагороди та номінації
| Церемонія нагородження        | Рік  | Категорія                                            | Номінант / Робота                           | Результат | Прим.  |
| ----------------------------- | ---- | ---------------------------------------------------- | ------------------------------------------- | --------- | ------ |
| Премія «Зірок МААТР»          | 2018 | Нагорода за високу майстерність, актор у мінісеріалі | Мудре життя у в'язниці                      | Номінація | [ 20 ] |
| Премія мистецтв Пексан        | 2018 | Найкращий новий актор — телебачення                  | Мудре життя у в'язниці                      | Номінація |        |
| Премія мистецтв Пексан        | 2020 | Найкращий новий актор — фільм                        | Час полювати                                | Номінація | [ 21 ] |
| Кінопремія «Блакитний дракон» | 2019 | Найкращий новий актор                                | Квантова фізика: підприємство нічного життя | Перемога  | [ 22 ] |
| Кінопремія Буль               | 2020 | Найкращий новий актор                                | Квантова фізика: підприємство нічного життя | Номінація |        |
| Премія Chunsa Film Art Awards | 2020 | Найкращий новий актор                                | Квантова фізика: підприємство нічного життя | Перемога  | [ 23 ] |
| Director's Cut Awards         | 2019 | Найкращий новий актор                                | Квантова фізика: підприємство нічного життя | Номінація | [ 24 ] |
| Grand Bell Awards             | 2020 | Найкращий новий актор                                | Квантова фізика: підприємство нічного життя | Номінація | [ 25 ] |
| Сеульська премія              | 2018 | Найкращий новий актор (драма)                        | Мудре життя у в'язниці                      | Перемога  | [ 26 ] |